# Ceriagrion indochinense
Ceriagrion indochinense – gatunek ważki z rodziny łątkowatych (Coenagrionidae).